# Зорька желтоватая
Зорька желтоватая (лат. Euchloe ochracea) — вид дневных бабочек семейства белянки (бабочки) (Pieridae).

## Описание
Размах крыльев 33—45 мм. Фоновый цвет верхней стороны крыльев самца белый либо кремово-белый. Прикорневая область, особенно на задних крыльях, интенсивно зачернена. Концы жилок являются тёмными.
Вершина переднего крыла затемнена. Передний край переднего крыла имеет напыление тёмными чешуйками. У вершины центральной ячейки имеется узкое черноватое пятно. Сквозь фон заднего крыла просвечивается пятнистый рисунок нижней стороны крыльев.
Основной фон крыльев самки бледно-желтоватый или желтовато-кремовый, с напылением из тёмных чешуек. Тёмный рисунок на переднем крыле размытый, но обширнее, чем у самца. Рисунок на нижней стороны передних крыльев повторяет верхнюю сторону, но гораздо бледнее её. Нижняя сторона задних крыльев серо-зелёная с белыми пятнами и пестринами различного размера. Прикорневая часть крыла может быть почти лишена пятен.

## Биология
Развивается в одном поколении за год. Встречаются нечасто. Время лёта в июне — начале июля. Гусеницы питается на крестоцветных: гулявник, кружевница (дескурайния). Зимует куколка. 

## Ареал
Регионы РФ, в которых отмечен вид: Восточно-Якутский, Горно-Алтайский, Забайкальский(?), Западно-Якутский, Камчатский, Красноярский, Нижне-Амурский, Предалтайский, Предбайкальский(?), Прибайкальский, Северо-Енисейский, Северо-Охотоморский, Средне-Амурский(?), Средне-Охотоморский, Тувинский, Чукотский, Южно-Якутский.